# もげすて
『もげすて』は、2011年7月から12月まで放送されたインターネットラジオ番組である。有限会社ブルークレフが運営するWEBサービス事業内企画「M.G.Station」で不定期に更新された、SNS会員専用番組である。
尚、M.G.Stationは同年9月から「M.T.Station」から名称を変更したが、サービス内容に変更は無くSNS参加も無料のままである。

## 概要
美少女ゲーム専用SNSサイト「M.G.Station」（Moe Game Station）で配信中の番組。同番組に関わる全ての人たちで作られる「成長型WEBラジオ番組」というスタイルで、SNS会員が千人を超えることが番組開始の条件とされていたが、達成したことで放送開始となった。
本来「金田まひる・まきいづみの Moe Game Station」の略称である番組タイトル「もげすて」が公式名称となっている。また左記の名前表記の順は番組内キャラクター設定である、飼い主（うさ耳をつけた人間）「まひる朕」とペット（犬）「まきいづみ」の主従関係順にちなんでいる。
番組企画はSNS会員を交えた企画会議によって決定され、会員が書いた公表承諾済みのコンテンツを取り上げる企画もあり、SNSと連動させている特長を持っている。
番組内あいさつは金田の考案による「もげろ」になっている。
2011年11月25日に配信された第10回放送で「諸事情で最終回」との旨が伝えられたが、12月24日・28日に特別放送、2012年の1月8日には東京・新宿にて公開録音が開催された。
パーソナリティの金田・まきは放送内で「公録（公開録音）の際、販売される番組DVDの売れ行き（人気）次第では復活・第２期もあるかも？」と話しているが現在の所詳細は不明である。
基本は上記の二人に田中理々を含めた3人で進行されるが、最終回の第10回と特別放送には特別ゲストとして御苑生メイが登場した。

## パーソナリティ
- 金田まひる：声優。企画会議中のらくがきが採用されて以来、番組タイトル画像も担当している。
- まきいづみ：声優。金田とのラジオ番組の発案者でもある。
- 田中理々：声優。番組内では新人声優としてアシスタントを担当している。

## コーナー
もげおたのコーナー
「もげるお便り」の略称で普通のお便りのコーナー。
えむすて探検隊
SNS内の各コミュニティを探検するコーナー、コミュニティ内の面白い書き込みなどを紹介する。
宿題
パーソナリティから出された「お題」を提出するコーナー。画像などの投稿を募集している。
うさぎといぬ
リスナーの投稿により有名な民話や御伽噺などをパーソナリティがあやふやなまま演じるコーナー。番組のオープニングコントとして使われる。
田中理々を育てるのはキミだ！
新人声優の田中を育成するため毎回試練を与えるコーナー。リスナーのリクエストも募集している。
いっせいのSay!
リスナーからの質問をパーソナリティが一言で返答するコーナー。